# 德里发展局
德里发展局（ DDA ）是根据1957年德里发展法成立的法定机构，隶属于印度政府住房和城市事务部，旨在“促进和确保德里的发展”。  其任务是在德里大规模征地建设经济适用房，以及住宅项目和商业用地的规划、开发和建设。其职责包括在印度国家首都地区德里提供道路、桥梁、排水沟、地下水库、社区中心、体育中心和绿化带等公共设施。

## 历史

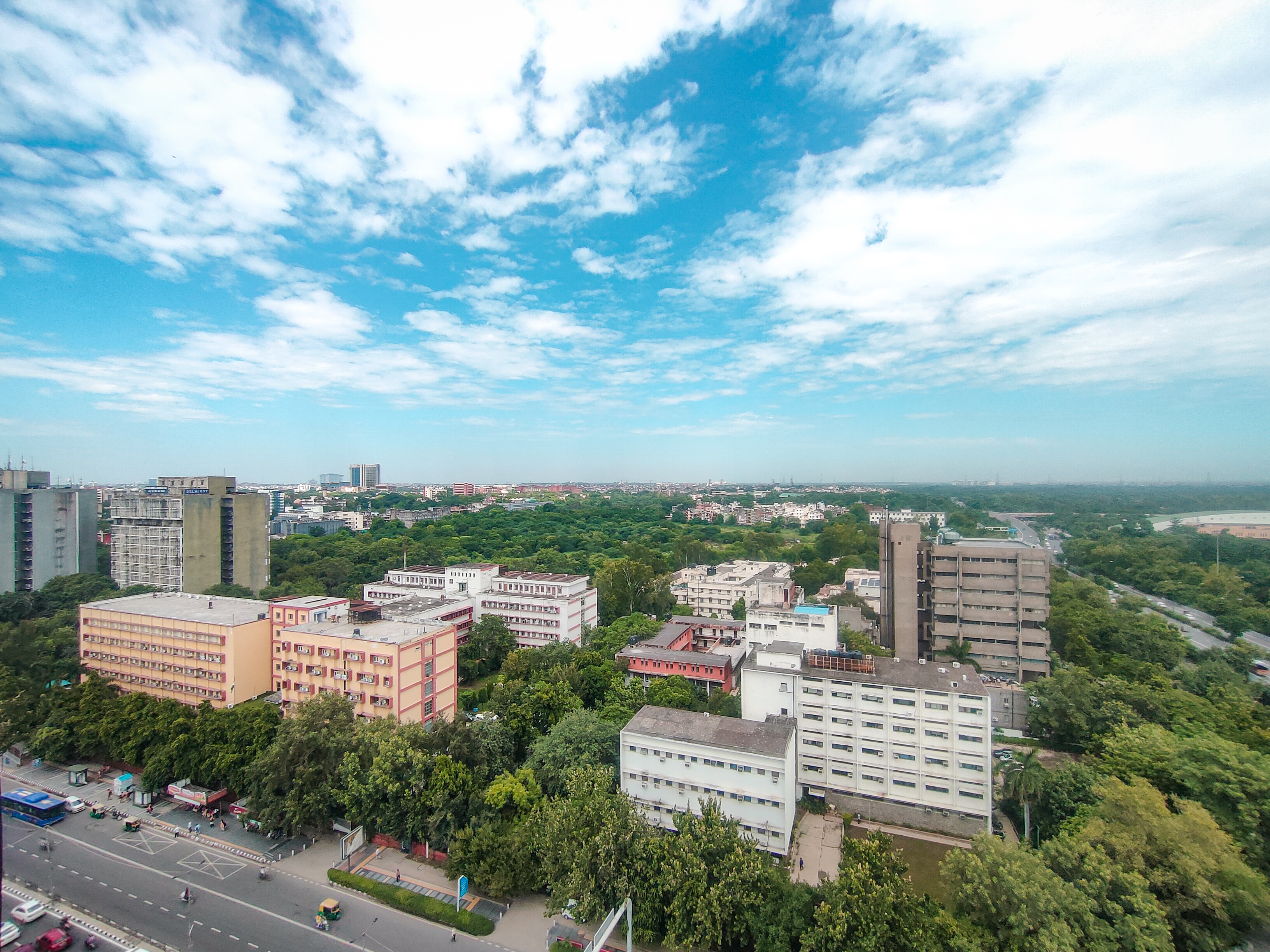
从伊藤维卡斯大厦看到的景色。 DDA规划建筑部的大部分办公室都设在这里。

### 英属印度
1922年，德里政府设立了一个由10至12名官员组成的小型纳祖尔办公室，这是第一个规范该城市规划发展的机构。 1937 年，该办公室升级为改进信托基金，根据 1911 年联合省改进法案的规定成立，旨在控制建筑运营并规范土地使用。

### 独立后
印度于 1947 年独立，随之而来的移民潮使得德里的人口从当时的70万增加到1951年的170万。所有的空地都被移民占据，市政服务几乎陷入瘫痪。当时的两个地方性机构——德里改进信托局和市政机构——并未具备足够的能力应对这一变化的局面。为此，中央政府于1950年成立了一个委员会，委员会由G D·比尔拉（Sh. G D. Birla）先生担任主席。该委员会建议为德里的所有城市区域设立一个统一的规划与管理机构。于是，德里发展（临时）机构——DDPA——于1955年通过颁布《德里建筑管理条例》而成立，旨在确保德里按照规划进行发展。该条例在1957年被《德里发展法》取代，并且在1957年12月30日，德里发展局（DDA）正式获得了现在的名称和职能。

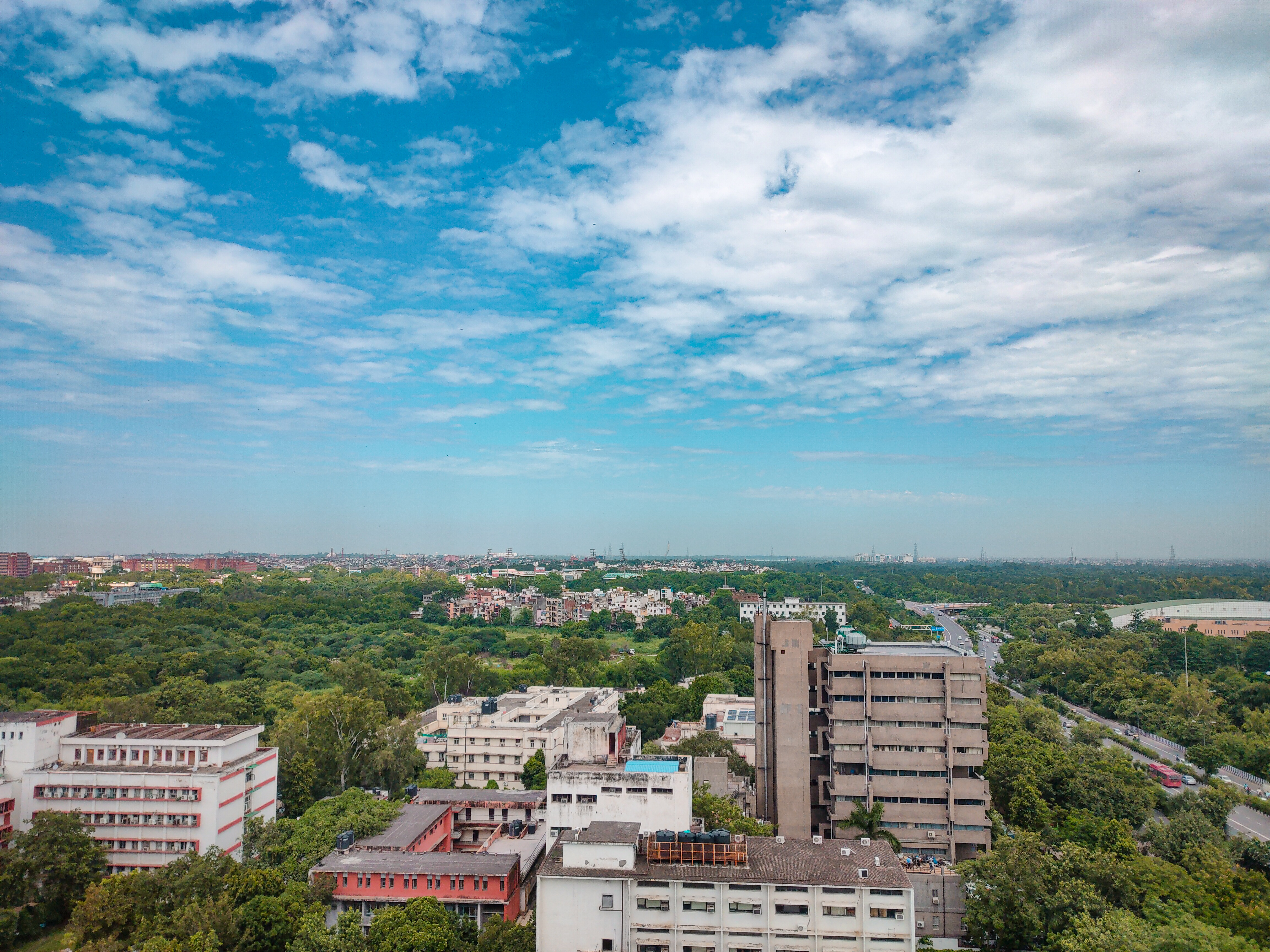
从 ITO维卡斯大厦 14 楼看到的景色。

## 总体规划
DDA 总体规划于 1962 年制定，旨在确保德里的有组织、结构化的发展。这包括确定可开发为住宅物业的新土地，并通过提供充足的商业办公室和零售综合体将其打造成自给自足的殖民地。DDA总体规划于1982年修订为《2001年总体规划》，并于2007年重新修订为《2021年德里总体规划》。DDA目前正在准备2041年的第四个总体规划。  

## 住房
德里发展局（DDA）的住房项目始于1967年，最初通过建设住房并提供基本设施，如电力、供水、污水处理以及其他基础设施。新项目的实施通常伴随着项目地点的确认，通过报纸和其他媒体广告发布新的DDA住房计划，接受申请，并采用透明的抽签系统进行申请人的筛选，最终分配房产。过去一些受欢迎的DDA住房计划包括“新模式注册计划”，该计划提供住房注册并购买物业；“简陋住房注册计划”，该计划为经济弱势群体提供住房注册；以及“安贝德卡住房计划”，该计划向SC/ST（种姓和部落）注册者分配简陋、低收入和中等收入组（LIG和MIG）类别的公寓。住宅用地通过公开拍卖的方式分配给个人申请者、因开发而征用土地的农民以及通过团体住房协会获得的土地。

### 1985年住房计划
1985年的住房计划是一项针对低年收入人群的计划。该计划规定，每人可以通过在 DDA 账户上支付 3000 卢比汇票来参与。每栋房子的总造价为35000卢比；受助者必须在几个月内支付余额。该计划因延误和申请人受到不平等待遇而受到批评。经过多年的争议，2019 年制定了一项新政策，要求向德里城市住房改善委员会提交 50,000 卢比的草案，或者提供 9000 卢比的赞赏报销。  

## 2019 年 DDA 住房计划
2019 年 3 月，DDA 推出了一项新的住房计划，为 Vasant Kunj 和 Narela 的约 18,000 套公寓提供服务，但从收到的申请来看，公众对此反应冷淡。该计划位于 Narela 的大部分单位是早先的 2017 年 DDA 住房计划的退还单位。 2019 年 DDA 住房计划的结果已于 2019 年 7 月公布。

## 土地开发
德里发展局在德里收购土地用于开发。迄今为止，已获得超过 64,354.88 英亩（260.4350 km 2 ）土地，并成功开发了 59,504 英亩（240.80 km 2 ）土地和 30,713.95 英亩（124.2949 km 2 ）住宅用地。此外，开发区土地开发的建设项目还包括通过开发区域公园、邻里公园、地区公园、运动场和体育场馆，提供郁郁葱葱的绿化带和森林，营造清洁健康的环境。

## 商业地产
DDA 负责建设、开发和维护商业地产，如当地市场的零售店、购物中心、办公楼、临时工业设施、医院、社区会堂、俱乐部、教育机构、宗教隔离中心等。这些地产通过拍卖进行处置或投标。

## 综合运动场
除此之外，DDA还通过其位于德瓦卡（Dwarka）、萨凯特（Saket）、哈里纳加尔（Hari Nagar）等地区的体育综合体，包括雅穆纳体育综合体和西里堡综合体育场，开展各种人才选拔计划。DDA德瓦卡体育综合体与DDA萨凯特体育综合体计划举办州级比赛，为职业和业余运动员提供一个展示才华的平台。
德里所有体育场馆列表如下：
| 编号 | 区         | 姓名                               |
| ---- | ---------- | ---------------------------------- |
| 1    | 东德里     | CWG 村体育中心                     |
| 1    | 东德里     |                                    |
| 1    | 东德里     | 普尔夫德里凯尔帕里萨，迪尔沙德花园 |
| 1    | 东德里     | 苏拉杰马尔维哈尔亚穆纳体育中心     |
| 2    | 高尔夫球场 | 拉多萨莱库塔布高尔夫球场           |
| 2    | 高尔夫球场 | 穆昆德普尔巴尔斯瓦高尔夫球场       |
| 3    | 北德里     | 迪扬·昌德体育中心，阿肖克·维哈尔   |
| 3    | 北德里     | 国家自豪体育园，皮塔姆普拉         |
| 3    | 北德里     | 罗希尼罗希尼体育中心               |
| 4    | 南德里     | 亚索拉内塔吉·苏巴斯体育中心        |
| 4    | 南德里     | 萨凯特体育综合体，萨凯特           |
| 4    | 南德里     | 西里堡综合体育场, 斯里堡           |
| 4    | 南德里     | 瓦桑特昆吉体育中心,瓦桑特昆吉      |
| 5    | 西德里     | 德瓦卡体育中心, 德瓦卡             |
| 5    | 西德里     | 哈里纳加尔体育中心, 哈里纳加尔     |
| 5    | 西德里     | 帕希姆维哈尔体育中心, 帕希姆维哈尔 |